# Best Of: Hollywood a Go-Go
Best Of: Hollywood A-Go-Go är ett samlingsalbum av bandet L.A. Guns som släpptes i Japan 1994.

## Låtlista
1. "Electric Gypsy"
2. "One More Reason"
3. "No Mercy"
4. "Hollywood Tease"
5. "Ballad Of Jayne"
6. "Rip And Tear"
7. "Malaria"
8. "I Wanna Be Your Man"
9. "Never Enough"
10. "Kiss My Love Goodbye"
11. "Wild Obsession"
12. "Dirty Luv"
13. "Some Lie 4 Love"
14. "Killing Machine"
15. "Kill That Girl"
16. "Face Down"
17. "Long Time Dead"
18. "Sex Action" (Live)